# 昌州 (758年—1279年)
昌州，中国古代的一个州，大致为如今重庆市大足区（不含今雍溪镇、国梁镇一带）、荣昌区、永川区主体部分及潼南区五桂镇一带等周边部分地区。:61元和年间有一千一百九十户，州境東西二百六十里，南北三百二十里。
安史之乱后，唐朝为加强地方统治，改郡为州，增置州县，乾元元年（758年），左拾遗李鼎祚奏“以山川阔远”，割泸、普、渝、合、资、荣等六州界，始设昌州，并置昌元县、静南县、大足县三县以属，隶东川，治昌元。广德二年（764年）废东川节度使，改隶西川节度使，大历元年（766年）复隶东川节度使。大历六年（771年），因张朝作乱，州治毁于兵火，州县俱废，其地各还故属。大历十年（775年），西川节度使崔宁奏请复置昌州以“镇押夷獠”，州县俱复，称昌元郡，州移治静南。:8
大历十一年（776年）析资、渝二州地置永川县，隶昌州，昌州辖静南、大足、昌元、永川四县。大顺元年（890年），合州刺史韦君靖因军功升任使持节都督昌州诸军事守昌州刺史充昌普渝合四州都指挥静南军使，辖昌、普、渝、合四州，直至光化二年（899年）王建于遂州置武信军节度使。景福元年（892年），省静南县入大足等三县，昌州徙治大足。
前蜀、后蜀昌州仍置，治大足，隶遂州武信军节度使，领大足、昌元、永川三县。北宋隶梓州路，政和七年（1117年）梓州路更名为潼川府路。南宋德祐元年（1275年），蒙军破昌州城，刺史陈仲遒赋诗投井自杀，州归于蒙。因长期战乱人口减少，元至元二十二年（1285年）废昌州，省昌元、永川入大足，大足随后省入合州铜梁县。自乾元元年建州至至元二十二年州废，前后共527年，实存522年。:64
昌州刺史
- 段谔（建中初年）
- 魏纶（826年—832年）
- 潘玄玘（871年）
- 阳琯（872年）
- 李师望（咸通、乾符年间）
- 韦君靖（895年）
- 王宗靖（896年）[12]